# Monte Logan
El monte Logan (en inglés Mount Logan) es la montaña más alta de Canadá y la segunda más alta de toda Norteamérica después del monte Denali, o monte McKinley, en Alaska. Forma parte de las montañas San Elías y se encuentra en el sector suroccidental del Territorio del Yukón, junto a la frontera con el estado de Alaska, y es parte del parque y reserva nacional Kluane. En él nacen los glaciares de Hubbard y Logan. Tiene una prominencia de 5250 m, siendo el 6.º más prominente del mundo. Se cree que el monte Logan tiene la circunferencia de base más grande de cualquier montaña no volcánica de la Tierra (un gran número de volcanes de escudo son mucho más grandes en tamaño y masa), formando un macizo que tiene once picos por encima de los 5000 m s. n. m.
Debido al levantamiento tectónico, el monte Logan aún se está elevando. Antes de 1992, la altitud exacta del monte Logan se desconocía y se estimaba entre los 5959 m y los 6050 m. En mayo de 1992, una expedición de la Geological Survey of Canada fijó la medición actual de 5959 m usando GPS.
Las temperaturas son extremadamente frías. En la meseta de 5000 m s. n. m., la temperatura del aire ronda los -45 °C en el invierno y alcanza casi bajo cero en el verano, con una temperatura media para todo el año de alrededor de -27 °C. El 26 de mayo de 1991 se registraron -77,5 °C, la temperatura más fría jamás registrada fuera de la Antártida. Sin embargo no se cuenta como la temperatura más baja de toda Norteamérica, pues fue registrada a una altitud muy elevada. Un fundido mínimo de la nieve lleva a una significativa capa de hielo, alcanzando casi 300 m en algunos lugares.

## Descubrimiento y denominación

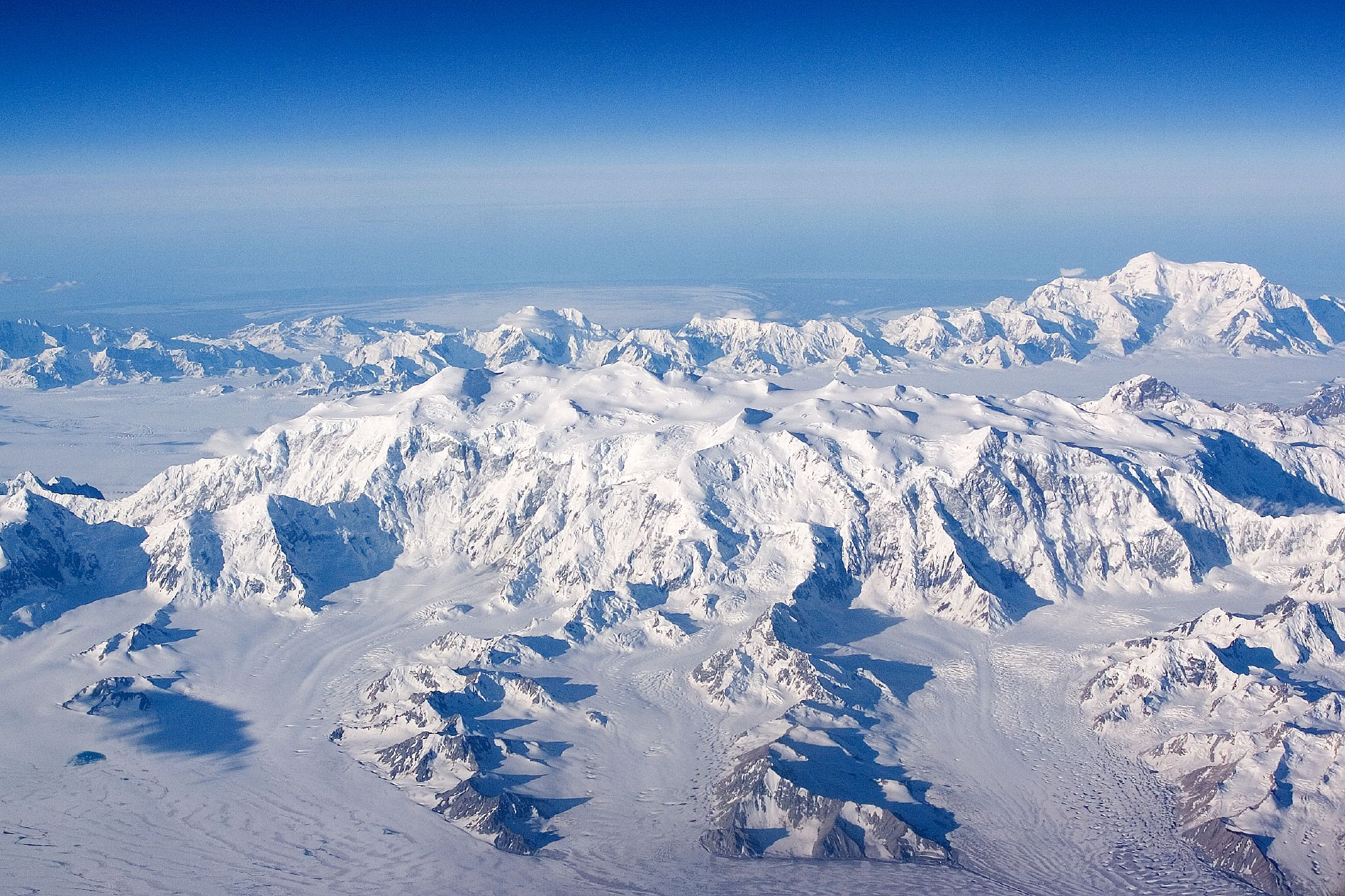
Monte Logan y Monte San Elias tomados desde 36000 pies.

El monte Logan no es fácilmente visible desde las tierras bajas circundantes o la costa, debido a su posición en el corazón de las Montañas San Elías, aunque puede verse desde 125 millas (200 km) en el mar. El primer avistamiento del que se tiene constancia fue en 1890 por parte de Israel C. Russell, durante una expedición al cercano Monte San Elías, desde la cresta de las colinas de Pinnacle Pass (60°9.5′N 140°18′O / 60.1583, -140.300). Escribió: "Las nubes que se separaban hacia el noreste revelaron varios picos gigantescos no vistos antes... Uno desconocido, que se elevaba en tres cúpulas blancas muy por encima de las nubes, era especialmente magnífico". Russell dio a la montaña su nombre actual, en honor de sir William Edmond Logan, un geólogo canadiense fundador de la Comisión Geológica de Canadá (CGC).
En 1894 se determinó que la elevación del monte Logan era de unos 5943,6 m, lo que lo convertía en el pico más alto conocido en Norteamérica en aquel momento. En 1898 se determinó que el Denali era más alto.

## Picos del macizo
Se considera que el macizo del Monte Logan tiene los siguientes importantes picos, con al menos 500 m de prominencia:
| Pico                          | Altura | Prominencia                       | Coordenadas                                         |
| ----------------------------- | ------ | --------------------------------- | --------------------------------------------------- |
| Monte Logan (principal)       | 5959   | 5250 por encima del Mentasta Pass | 60°34′2″N 140°24′19″O / 60.56722, -140.40528        |
| Pico Philippe (Oeste)         | 5925   | 265                               | 60°34′42.6″N 140°26′02.4″O / 60.578500, -140.434000 |
| Pico Logan Este (pico Stuart) | 5898   | 198                               | 60°34′31.1″N 140°22′00.1″O / 60.575306, -140.366694 |
| Pico de Houston               | 5740   | 100                               | 60°35′03.5″N 140°27′20.5″O / 60.584306, -140.455694 |
| Pico Prospector               | 5644   | 344                               | 60°35′58.9″N 140°30′40.7″O / 60.599694, -140.511306 |
| Pico AINA                     | 5630   | 130                               | 60°36′31.8″N 140°31′48.6″O / 60.608833, -140.530167 |
| Pico Russell                  | 5580   | 80                                | 60°35′31.2″N 140°29′08.9″O / 60.592000, -140.485806 |
| Pico Tudor (Pico Logan Norte) | 5559   | 219                               | 60°36′58.2″N 140°29′35.4″O / 60.616167, -140.493167 |
| Pico Saxon (Noreste)          | 5500   | 80                                | 60°37′12.0″N 140°27′57.6″O / 60.620000, -140.466000 |
| Pico Queen                    | 5380   | 160                               | 60°36′33.5″N 140°35′12.5″O / 60.609306, -140.586806 |
| Pico Capet (Noreste)          | 5250   | 240                               | 60°38′15.0″N 140°32′41.3″O / 60.637500, -140.544806 |
| Pico Catenary                 | 4097   | 397                               | 60°36′36.0″N 140°17′52.1″O / 60.610000, -140.297806 |
| Pico Teddy                    | 3956   | 456                               | 60°32′37.7″N 140°28′41.5″O / 60.543806, -140.478194 |

## Primer ascenso

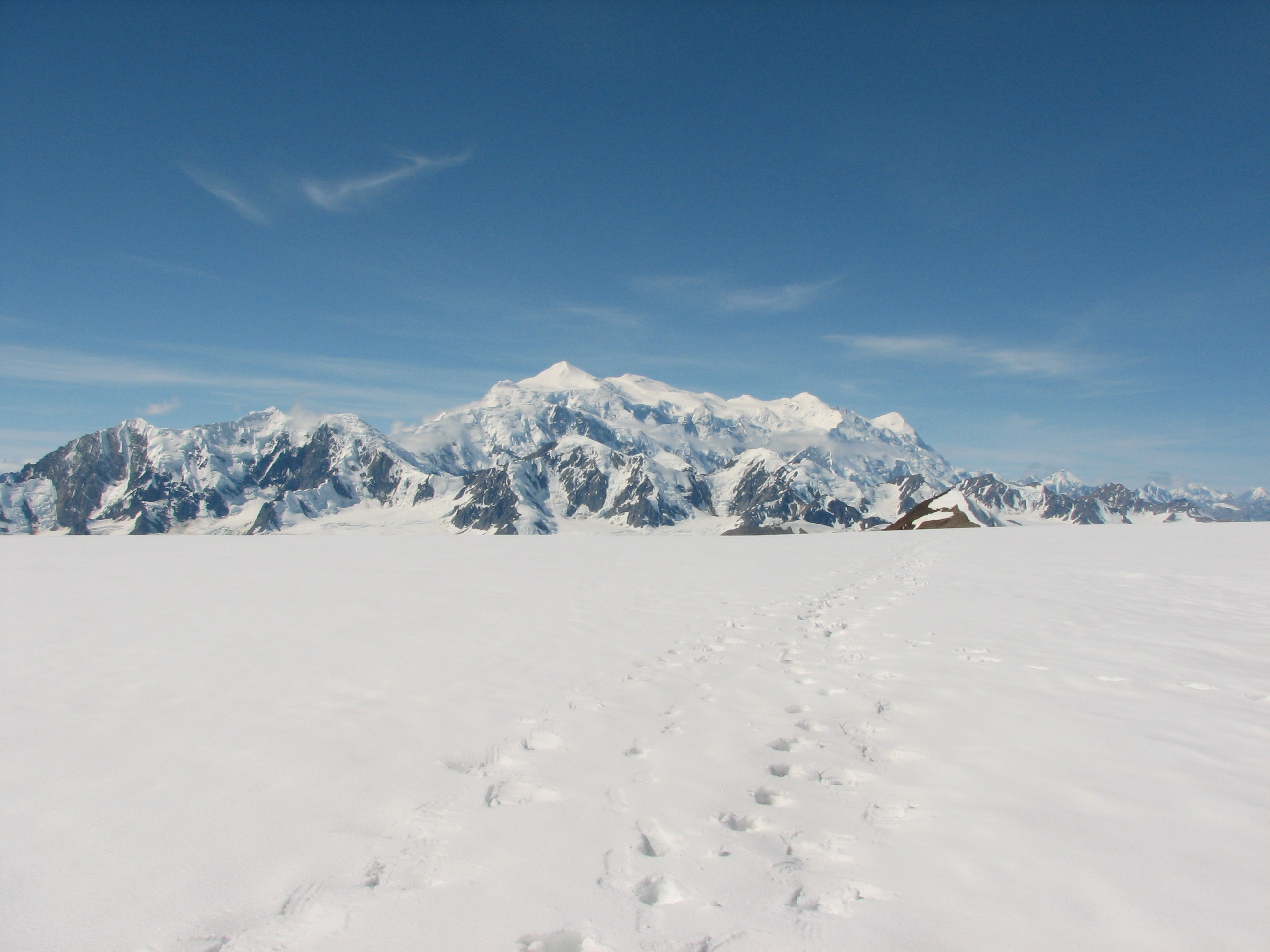
El monte Logan desde el noreste, tal como se ve desde el campo de hielo Kluane

En 1922, un geólogo se dirigió al Club Alpino de Canadá con la sugerencia de que el club enviase un equipo a la montaña para alcanzar la cumbre por vez primera. Un equipo internacional de escaladores británicos, canadienses y estadounidenses se reunió e inicialmente habían planeado su intento para el año 1924, pero reunir los fondos y los retrasos en los preparativos pospusieron el viaje hasta 1925. El equipo internacional de escaladores comenzó su viaje a principios de mayo, cruzando el continente desde la costa del Pacífico en tren. Los expedicionarios caminaron los 200 km restantes hasta adentrarse 10 km en el glaciar Logan, donde establecieron el campamento base. A principios de la tarde del 23 de junio de 1925, Albert H. MacCarthy (líder), H.F. Lambart, Allen Carpé, W. W. Foster, N. Read y Andy Taylor hicieron cumbre por primera vez. La expedición duró un total de 65 días, incluyendo el acercamiento a la montaña desde la ciudad más cercana, McCarthy, la cumbre y el regreso; y finalizó con todos los escaladores en perfectas condiciones.

## Ascensos notables posteriores
- 1957 Arista Este: East Ridge. Don Monk, Gil Roberts y otros tres alpinistas (USA) alcanzaron la cumbre el 19 de julio.[23]
- 1965 Arista Sur: Hummingbird Ridge. Dick Long, Allen Steck, Jim Wilson, John Evans, Frank Coale y Paul Bacon (USA) a lo largo de 30 días, mediados de julio a mediados de agosto. Fred Beckey señaló: "Cuando ellos regresaron no podíamos creer que hubiesen subido esa cosa. No creímos que tuvieran la menor oportunidad".[24]  Presentado en Fifty Classic Climbs of North America.
- 1977 Arista Warbler: Warbler Ridge. Dave Jones, Frank Baumann, Fred Thiessen, Jay Page (todos de Canadá) y Rene Bucher (suizo) en 22 días.[25]
- 1979 Arista noroeste: Northwest Ridge. Michael Down (CA), Paul Kindree, John Howe, Reid Carter y John Wittmayer ascendieron a la cumbre a lo largo de 22 días, haciendo cumbre el 19 de junio.[26]
- 1979 Arista sur-sudoeste: South-Southwest Ridge. Raymond Jotterand (CA), Alan Burgess, Jim Elzinga y John Laughlan alcanzaron la cumbre después de 15 días de ascenso el 30 de junio y 1 de julio.[27]

## Propuesta de cambio de nombre
Después de la muerte del antiguo primer ministro canadiense Pierre Trudeau, el entonces primer ministro y amigo de Trudeau Jean Chrétien sopesó la opción de renombrar la montaña como Mont Trudeau; pero ante la oposición de la gente del Yukón, de alpinistas, de geólogos, de adversarios políticos de Trudeau y de muchos otros canadienses se vio forzado a abandonar el plan. Una montaña en la cordillera Premier de la Columbia Británica recibió en lugar de ello el nombre de Monte Pierre Elliott Trudeau.

## Rescate en mayo de 2005
Durante los últimos días de mayo de 2005, tres montañeros del equipo de rescate North Shore Search and Rescue de North Vancouver se quedaron con problemas en mitad de la montaña. Una operación conjunta de fuerzas canadienses y estadounidenses rescató a los tres escaladores mediante helicópteros, y los llevó a Anchorage, Alaska para tratamiento de congelación. Los tres montañeros sufrieron lesiones de diversa consideración debido a las temperaturas extremas, pero gracias a la rapidez del rescate todos ellos pudieron ser evacuados con vida.

## Reglas de escalada
En enero de 2020, debido al costo de las operaciones de búsqueda y rescate de los últimos años, Parks Canada anunció nuevas reglas para escalar el Monte Logan:
- No se pueden hacer expediciones en solitario
- No hay expediciones en invierno (que también incluyen todo el Parque Nacional Kluane)
- Los escaladores deben tener un seguro que cubra los costos de búsqueda y rescate.[31]

En los últimos siete años se han realizado ocho misiones de rescate en el Parque Nacional Kluane. Cada misión suele costar entre 60.000 y 100.000 dólares canadienses, que son pagados por los contribuyentes canadienses. Un portavoz de Parks Canada dijo que las nuevas reglas tienen como objetivo ayudar a reducir la carga financiera de los contribuyentes.